# Гамбетти, Мауро
Мауро Гамбетти (итал. Mauro Gambetti; род. 27 октября 1965, Кастель-Сан-Пьетро-Терме, Италия) — итальянский кардинал, францисканец-конвентуал. Генеральный кустод монастыря Сакро-Конвенто с 22 февраля 2013 по 12 ноября 2020. Титулярный архиепископ Физидии с 31 октября по 28 ноября 2020. Генеральный викарий государства-града Ватикан, председатель Фабрики Святого Петра и архипресвитер Папской Ватиканской базилики с 20 февраля 2020. Кардинал-дьякон с титулярной диаконией Сантиссими-Номе-ди-Мария-аль-Форо-Трайано с 28 ноября 2020.